# Dega (Berg)
Der Dega ist mit 3047 m der höchste Berg im afrikanischen Staat Eritrea. Er befindet sich in der Provinz Debub. Laut anderen Angaben soll der nur ca. 4 km südlich gelegene Nachbargipfel Soira (3018 m) der höchste Gipfel Eritreas sein.